# Leitfritz
Leitfritz (mundartlich: Liətfríts) ist ein Gemeindeteil der Gemeinde Sigmarszell im bayerisch-schwäbischen Landkreis Lindau (Bodensee).

## Geographie
Der Weiler liegt circa 3,5 Kilometer nordöstlich des Hauptorts Sigmarszell.

## Ortsname
Der Ortsname stammt vom Personennamen Liutfrid und bedeutet (Ansiedlung) des Liutfrid.

## Geschichte
Leitfritz wurde erstmals urkundlich im Jahr 1176 als de Lutfridis erwähnt. 1505 wurden drei Häuser im Ort gezählt. 1771 fand die Vereinödung Leitfritz’ mit vier Teilnehmern statt. Der Ort gehörte einst zum Gericht Simmerberg in der Herrschaft Bregenz.